# Oxyurichthys
Oxyurichthys is een geslacht van straalvinnige vissen uit de familie van grondels (Gobiidae). Het geslacht is voor het eerst wetenschappelijk beschreven in 1874 door Bleeker.

## Soorten
- Oxyurichthys amabalis Seale, 1914
- Oxyurichthys auchenolepis Bleeker, 1876
- Oxyurichthys cornutus McCulloch & Waite, 1918
- Oxyurichthys formosanus Nichols, 1958
- Oxyurichthys guibei Smith, 1959
- Oxyurichthys heisei Pezold, 1998
- Oxyurichthys lemayi (Smith, 1947)
- Oxyurichthys lonchotus (Jenkins, 1903)
- Oxyurichthys microlepis (Bleeker, 1849)
- Oxyurichthys mindanensis (Herre, 1927)
- Oxyurichthys notonema (Weber, 1909)
- Oxyurichthys ophthalmonema (Bleeker, 1856)
- Oxyurichthys papuensis (Valenciennes, 1837)
- Oxyurichthys paulae Pezold, 1998
- Oxyurichthys petersenii (Steindachner, 1893)
- Oxyurichthys saru Tomiyama, 1936
- Oxyurichthys stigmalophius (Mead & Böhlke, 1958)
- Oxyurichthys takagi Pezold, 1998
- Oxyurichthys tentacularis (Valenciennes, 1837)
- Oxyurichthys uronema (Weber, 1909)
- Oxyurichthys viridis Herre, 1927
- Oxyurichthys visayanus Herre, 1927